# Fizikai mennyiségek listája
A fizikai mennyiségek listája.
Az első táblázat a nemzetközi egységrendszerben használt alapmennyiségeket sorolja fel, amelyeket a dimenzióelemzésben a fizikai mennyiségek fizikai dimenziójának meghatározásához használnak.
A többi táblázat a származtatott fizikai mennyiségeket sorolja fel. A származtatott mennyiségek alapmennyiségekben kifejezhetők.
A fizikai mennyiségek használt nevét és jelét a Nemzetközi Súly- és Mértékügyi Hivatal írja elő. Magyar változata a Mérésügyi Törvényben található. Néhány mennyiségre több nevet használnak, mint például a mágneses B-mezőre, amelyet mágneses fluxus-sűrűségnek, mágneses indukciónak vagy egyszerűen csak mágneses mezőnek neveznek. Hasonlóképpen a felületi feszültséget σ, γ vagy T jelölheti. A táblázat általában csak egy nevet és egy szimbólumot sorol fel.

## Alapmennyiségek

### 2019 után
A nemzetközi mértékegységrendszer alapegységei 2019 május 20-a után  
| Alapmennyiség              | Alapmennyiség | Mértékegység | Mértékegység | Mértékegység |
| neve                       | jele          | neve         | jele         | definíciója |
| -------------------------- | ------------- | ------------ | ------------ | --- |
| hosszúság                  | l             | méter        | m            | A méter amelynek jele az m, a hosszúság SI mértékegysége. Értékét úgy kapjuk, hogy a vákuumban mért fénysebesség c rögzített számértékét 299 792 458-nek vesszük m·s-1-ban; a másodpercet pedig a cézium atomóra {\displaystyle {\Delta \nu }_{Cs}}frekvenciájával határozzuk meg. |
| tömeg                      | m             | kilogramm    | kg           | A kilogramm, amelynek jele a kg, a tömeg SI mértékegysége. Meghatározásához rögzítjük a h Planck állandót 6,626 070 15×10–34 értéken amelyet Js mértékegységgel fejezünk ki úgy, hogy a méter és a másodperc a fény c sebességétől és a cézium atomóra {\displaystyle {\Delta \nu }_{Cs}} frekvenciájától függ. |
| idő                        | t             | másodperc    | s            | A másodperc, amelynek jele az s, az idő SI mértékegysége. Meghatározásához rögzítjük az alapállapotú cézium-133 atom hiperfinom energiaszintjei közötti átmenetnek megfelelő sugárzás frekvenciáját, amelynek értéke 9 192 631 770 Hz-ben, vagy ami azonos: s-1-ben kifejezve. |
| elektromos áramerősség     | I             | amper        | A            | Az amper, amelynek jele az A, az elektromos áramerősség SI mértékegysége. Meghatározásához rögzítjük az e elektromos töltést 1,602 176 634×10–19 értéken, C-ban kifejezve, amely azonos az As-mal, ahol a s-ot (szekundumot) {\displaystyle {\Delta \nu }_{Cs}} alapján határozzuk meg. |
| termodinamikai hőmérséklet | T             | kelvin       | K            | A kelvin a termodinamikai hőmérséklet SI mértékegysége. Meghatározásához rögzítjük a k Boltzman-állandót 1,380 649×10–23 értéken J K-1 mértékegységben, vagy ami ezzel azonos, kg m2 s–2 K–1-ben. A kg, a m és a s értékét a h, c és a {\displaystyle {\Delta \nu }_{Cs}} meghatározásából származtatjuk. |
| anyagmennyiség             | n             | mól          | mol          | A mól az anyagmennyiség SI mértékegysége. Egy mól pontosan 6,022 140 76×1023 elemi egységet tartalmaz. Ezt az értéket az NA Avogadro állandóból származtatjuk, amelynek egysége mol-1, más néven Avogadro-szám. Az anyagmennyiség, amelynek jele n, valamely meghatározott elemi egységeket tartalmazó rendszer nagysága. Elemi egység atom, molekula, ion, elektron, bármely egyéb elemi részecske, vagy ezek meghatározott csoportja lehet. |
| fényerősség                | Iv            | kandela      | cd           | A kandela, amelynek jele cd, a fényerősség SI mértékegysége valamely adott irányban. Meghatározásához rögzítjük az 540×1012 Hz frekvenciájú monokromatikus sugárzás fényhasznosításának; KCd-nek értékét 683-ra lm W-1 mértékegységben, amely azonos a cd sr kg–1 m–2 s3-nal, ahol a kilogramm, a méter és a szekundum a h, a c és a {\displaystyle {\Delta \nu }_{Cs}} alapján már ismert. (A magyar nyelvű kifejezések forrása)             |

### 2019 előtt
Az alapmértékegységek 2019 május 20-a  előtti meghatározása
| Alapmennyiség              | Alapmennyiség | Mértékegység | Mértékegység | Mértékegység |
| neve                       | jele          | neve         | jele         | definíciója |
| -------------------------- | ------------- | ------------ | ------------ | --- |
| hosszúság                  | l             | méter        | m            | A méter annak az útnak a hosszúsága, amelyet a fény vákuumban 1/299 792 458 másodperc időtartam alatt megtesz. |
| tömeg                      | m             | kilogramm    | kg           | A kilogramm az 1889. évben, Párizsban megtartott 1. Általános Súly- és Mértékügyi Értekezlet által a tömeg nemzetközi etalonjának elfogadott, a Nemzetközi Súly- és Mértékügyi Hivatalban, Sèvres-ben őrzött platina-irídium henger tömege.                                                                 |
| idő                        | t             | másodperc    | s            | A másodperc az alapállapotú cézium-133 atom két hiperfinom energiaszintje közötti átmenetnek megfelelő sugárzás 9 192 631 770 periódusának időtartama. |
| elektromos áramerősség     | I             | amper        | A            | Az amper olyan állandó villamos áram erőssége, amely két egyenes, párhuzamos, végtelen hosszúságú, elhanyagolhatóan kicsiny körkeresztmetszetű és egymástól 1 méter távolságban, vákuumban elhelyezkedő vezetőben fenntartva, e két vezető között méterenként 2·10−7 newton erőt hozna létre.               |
| termodinamikai hőmérséklet | T             | kelvin       | K            | A kelvin a víz hármaspontja termodinamikai hőmérsékletének 1/273,16-szorosa. |
| anyagmennyiség             | n             | mól          | mol          | A mól annak a rendszernek az anyagmennyisége, amely annyi elemi egységet tartalmaz, mint ahány atom van 0,012 kilogramm szén-12-ben. A mól alkalmazásakor meg kell határozni az elemi egység fajtáját; ez atom, molekula, ion, elektron, más részecske vagy ilyen részecskék meghatározott csoportja lehet. |
| fényerősség                | Iv            | kandela      | cd           | A kandela az olyan fényforrás fényerőssége adott irányban, amely 540·1012 hertz frekvenciájú monokromatikus fényt bocsát ki és sugárerőssége ebben az irányban 1/683 watt per szteradián. |

## Származtatott mennyiségek

### Tér- és időmennyiségek
| A mennyiség                    | A mennyiség | A mennyiség   | A mértékegység              | A mértékegység | SI-n kívüli törvényes mértékegységek | SI-n kívüli törvényes mértékegységek                       |
| neve                           | jele        | származtatása | neve                        | jele           | korlátozás nélkül                    | korlátozással                                              |
| ------------------------------ | ----------- | ------------- | --------------------------- | -------------- | ------------------------------------ | ---------------------------------------------------------- |
| hosszúság (út)                 | l; (s)      | alapmennyiség | méter                       | m              | cm; dm                               | tengeri mérföld; csillagászati egység; pc [parsec]; fényév |
| terület                        | A; (S)      | l²; lb        | négyzetméter                | m²             | cm²; dm²                             | ha [hektár]                                                |
| térfogat                       | V           | l³; lbh       | köbméter                    | m³             | cm³; dm³; l (L) [liter]              | –                                                          |
| síkszög (szög)                 | α; β; γ; …  | s/r           | radián                      | rad            | ° [fok], ' [ívperc], " [ívmásodperc] | gon [újfok]                                                |
| térszög                        | Ω; ω        | A/r²          | szteradián                  | sr             | –                                    | –                                                          |
| idő                            | t;          | alapmennyiség | másodperc (szekundum)       | s              | min [perc]; h [óra]; d [nap]         | –                                                          |
| lineáris sebesség (sebesség)   | v; (c; u)   | Δs/Δt; s/t    | méter per szekundum         | m/s            | km/h                                 | –                                                          |
| lineáris gyorsulás (gyorsulás) | a           | dv/dt; Δv/t   | méter per szekundumnégyzet  | m/s²           | –                                    | –                                                          |
| nehézségi gyorsulás            | g           | dv/dt; Δv/t   | méter per szekundumnégyzet  | m/s²           | –                                    | –                                                          |
| szögsebesség                   | ω           | dα/dt; α/t    | radián per szekundum        | rad/s          | –                                    | –                                                          |
| szöggyorsulás                  | β; (ε)      | dω/dt; Δω/t   | radián per szekundumnégyzet | rad/s²         | –                                    | –                                                          |

### Rezgések
| A mennyiség          | A mennyiség    | A mennyiség   | A mértékegység       | A mértékegység | SI-n kívüli törvényes mértékegységek | SI-n kívüli törvényes mértékegységek |
| neve                 | jele           | származtatása | neve                 | jele           | korlátozás nélkül                    | korlátozással                        |
| -------------------- | -------------- | ------------- | -------------------- | -------------- | ------------------------------------ | ------------------------------------ |
| rezgésidő (periódus) | T              | 2π/ω          | másodperc            | s              | –                                    | –                                    |
| fordulatszám         | n              | z/t           | egy per szekundum    | 1/s            | –                                    | –                                    |
| frekvencia           | f; ν (gö. nű); | 1/T; ω/2π     | hertz                | Hz [=1/s]      | –                                    | –                                    |
| körfrekvencia        | ω              | 2πf           | radián per szekundum | rad/s          | –                                    | –                                    |
| hullámhossz          | λ              |               | méter                | m              | cm; dm                               | –                                    |
| hullámszám           | σ, ῦ           | 1/λ           | egy per méter        | 1/m            | –                                    | –                                    |
| körhullámszám        | k              | 2π/λ          | egy per méter        | 1/m            | –                                    | –                                    |
| fázisszög (fázis)    | φ              | ωt+φ0         | radián               | rad            | –                                    | –                                    |
| amplitúdó            | A              |               | méter                | m              | cm                                   | –                                    |
| csillapítási állandó | δ              |               | egy per szekundum    | 1/s            | –                                    | –                                    |
| időállandó           | τ              | 1/δ           | szekundum            | s              | –                                    | –                                    |

### Mechanika
| A mennyiség                       | A mennyiség | A mennyiség                                  | A mértékegység         | A mértékegység | SI-n kívüli törvényes mértékegységek | SI-n kívüli törvényes mértékegységek |
| neve                              | jele        | származtatása                                | neve                   | jele           | korlátozás nélkül                    | korlátozással                        |
| --------------------------------- | ----------- | -------------------------------------------- | ---------------------- | -------------- | ------------------------------------ | ------------------------------------ |
| tömeg                             | m, M        | alapmennyiség                                | kilogramm              | kg             |                                      |                                      |
| sűrűség                           | ρ           | m/V                                          | kilogramm per köbméter | kg/m³          |                                      |                                      |
| halmazsűrűség                     | ρB          | a hézagokkal kitöltött térfogatból számítjuk | kilogramm per köbméter | kg/m³          |                                      |                                      |
| fajlagos térfogat                 | v           | V/m                                          | köbméter per kilogramm | m³/kg          |                                      |                                      |
| tehetetlenségi nyomaték           | Θ, J        | m×r²                                         |                        | m²kg           |                                      |                                      |
| lendítőnyomaték                   |             |                                              |                        |                |                                      |                                      |
| mozgásmennyiség                   | p           | m×v                                          |                        | m×kg×s−1       |                                      |                                      |
| perdület                          | L           | r×p                                          |                        | J×s (m²kg×s−1) |                                      |                                      |
| forgásmennyiség, forgási impulzus | N           | M×t                                          |                        | N×m×s          |                                      |                                      |
| erő                               | F           | m×a                                          | newton                 | N              |                                      |                                      |
| fajsúly                           | γ           | G/V                                          |                        | N/m³           |                                      |                                      |
| forgatónyomaték                   | M           | F×r                                          |                        | N×m            |                                      |                                      |
| hajlítónyomaték                   | M           |                                              |                        | N×m            |                                      |                                      |
| csavarónyomaték                   | M           |                                              |                        | N×m            |                                      |                                      |
| erőlökés                          |             | F×t                                          |                        | N×s            |                                      |                                      |
| nyomás                            | p           | F/A                                          | pascal                 | Pa             |                                      |                                      |
| mechanikai feszültség             | σ           | F/A                                          | pascal                 | Pa             |                                      |                                      |
| nyírófeszültség                   | τ           | F/A                                          | pascal                 | Pa             |                                      |                                      |
| fajlagos nyúlás                   | ε           | Δl/l                                         |                        | 1              |                                      |                                      |
| fajlagos térfogatváltozás         | εV          | ΔV/V                                         |                        | 1              |                                      |                                      |
| Poisson-szám                      | μ           | -(Δd/d)/(Δl/l)                               |                        | 1              |                                      |                                      |
| Young-modulus                     | E           | σ/ε                                          |                        | Pa             |                                      |                                      |
| nyírási modulus                   | G           | τ/φ                                          |                        | Pa             |                                      |                                      |
| torziós modulus                   | G           | τ/φ                                          |                        | Pa             |                                      |                                      |
| kompressziós modulus              | K           | -V×(Δp/ΔV)                                   |                        | Pa             |                                      |                                      |
| súrlódási tényező                 | μ           | Fs/Fny                                       |                        | 1              |                                      |                                      |
| súrlódási szög                    |             | arc tg μ                                     |                        | 1              | ° (szögfok)                          |                                      |
| fajlagos menetellenállás          |             |                                              |                        |                |                                      |                                      |
| rugóállandó                       | k           | F/Δl                                         | newton per méter       | N/m            |                                      |                                      |
| rugómerevség                      |             | Δl/F                                         | méter per newton       | m/N            |                                      |                                      |
| felületi feszültség               | γ           | F/(2×l)                                      |                        | N/m            |                                      |                                      |
| felületi specifikus energia       | γ           | W/ΔA                                         |                        | N/m            |                                      |                                      |
| munka                             | W           | F·s                                          | joule                  | J              |                                      |                                      |
| energia                           | E           |                                              | joule                  | J              |                                      |                                      |
| teljesítmény                      | P           | W/t, F×v                                     | watt                   | W              |                                      |                                      |
| hatásfok                          | η           | Ph/Pb                                        |                        |                |                                      |                                      |
| fajlagos tüzelőanyag-fogyasztás   |             |                                              |                        |                |                                      |                                      |

### Hőtan
| A mennyiség           | A mennyiség | A mennyiség   | A mértékegység | A mértékegység | SI-n kívüli törvényes mértékegységek | SI-n kívüli törvényes mértékegységek |
| neve                  | jele        | származtatása | neve           | jele           | korlátozás nélkül                    | korlátozással                        |
| --------------------- | ----------- | ------------- | -------------- | -------------- | ------------------------------------ | ------------------------------------ |
| hőmérséklet           | T           | alapmennyiség | kelvin         | K              |                                      |                                      |
| hőtágulási tényezők   |             |               |                |                |                                      |                                      |
| hőmennyiség           | Q           |               | joule          | J              |                                      |                                      |
| hőáram                | Φ           |               | watt           | W              |                                      |                                      |
| hővezetési tényező    | λ           |               |                |                |                                      |                                      |
| hőátadási tényező     |             |               |                |                |                                      |                                      |
| hőátviteli tényező    |             |               |                |                |                                      |                                      |
| hőkapacitás           | C           |               | joule          | J              |                                      |                                      |
| fajlagos hőkapacitás  | c           |               |                | J/(kg K)       |                                      |                                      |
| moláris hőkapacitás   | c           |               |                | J/(mol K)      |                                      |                                      |
| fajhőviszony          | κ           | cp/cv         |                | 1              |                                      |                                      |
| entrópia              | S           |               |                | J/(kg K)       |                                      |                                      |
| belső energia         | U, Eb       |               | joule          | J              |                                      |                                      |
| általános gázállandó  | Rm          |               |                | J/(mol K)      |                                      |                                      |
| specifikus gázállandó | RA          |               |                | J/(kg K)       |                                      |                                      |

A fajlagos hőkapacitás jelét csak indexezve használják: cV állandó térfogaton vett (izochor) hőkapacitás, cp állandó nyomáson vett (izobár) hőkapacitás, cn politropikus hőkapacitás. Mértékegysége a vizsgált anyag mérési módjától függően lehet J/(mol K), J/(kg K), J/(m³ K).

### Elektromosságtan
| A mennyiség                     | A mennyiség | A mennyiség   | A mértékegység                 | A mértékegység | SI-n kívüli törvényes mértékegységek | SI-n kívüli törvényes mértékegységek |
| neve                            | jele        | származtatása | neve                           | jele           | korlátozás nélkül                    | korlátozással                        |
| ------------------------------- | ----------- | ------------- | ------------------------------ | -------------- | ------------------------------------ | ------------------------------------ |
| áramerősség                     | I           | alapmennyiség | amper                          | A              |                                      |                                      |
| töltés                          | Q           |               | coulomb                        | C              |                                      |                                      |
| vonalmenti töltéssűrűség        | λ           | Q/L           |                                | C/m            |                                      |                                      |
| felületi töltéssűrűség          | σ           | Q/A           |                                | C/m²           |                                      |                                      |
| térfogati töltéssűrűség         | ρ           | Q/V           |                                | C/m³           |                                      |                                      |
| elektromos térerősség           | E           |               |                                | V/m, N/C       |                                      |                                      |
| feszültség                      | U           |               | volt                           | V              |                                      |                                      |
| ellenállás                      | R           | U/I           | ohm                            | Ω              |                                      |                                      |
| vezetés                         | G           | I/U           | siemens                        | S              |                                      |                                      |
| fajlagos ellenállás             | ρ           |               |                                | Ω·m²/m         |                                      |                                      |
| fajlagos vezetőképesség         | σ           | 1/ρ           | siemens per méter              | S/m            |                                      |                                      |
| komplex impedancia              | Z           |               | ohm                            | Ω              |                                      |                                      |
| reaktancia                      | X           |               | ohm                            | Ω              |                                      |                                      |
| elektromos eltolás              | D           |               |                                | C/m²           |                                      |                                      |
| elektromos fluxus               | Ψ           | EA            | volt-méter                     | Vm             |                                      |                                      |
| mágneses indukció/fluxussűrűség | B           |               | tesla /Y                       | T              |                                      |                                      |
| mágneses térerősség             | H           |               |                                | A/m            |                                      |                                      |
| mágneses fluxus                 | Φ           | BA            | weber                          | Wb             |                                      |                                      |
| Poynting-vektor                 | S           | E × H         | watt per négyzetméter          | W/m²           |                                      |                                      |
| kapacitás                       | C           |               | farád                          | F              |                                      |                                      |
| induktivitás                    | L           |               | henry                          | H              |                                      |                                      |
| permittivitás                   | ε           |               |                                | C²·N−1·m−2     |                                      |                                      |
| relatív permittivitás           | εr          | ε/ε0          |                                | 1              |                                      |                                      |
| permeabilitás                   | μ           |               | volt-szekundum per amper-méter | Vs/Am          |                                      |                                      |
| relatív permeabilitás           | μr          | μ/μ0          |                                | 1              |                                      |                                      |
| szuszceptibilitás               | χ           |               |                                | 1              |                                      |                                      |
| felületi áramsűrűség            | I/l         | K             | amper per méter                | A/m            |                                      |                                      |
| (térfogati) áramsűrűség         | J           | I/A           | amper per négyzetméter         | A/m²           |                                      |                                      |

### Fénytan
| A mennyiség    | A mennyiség | A mennyiség   | A mértékegység | A mértékegység | SI-n kívüli törvényes mértékegységek | SI-n kívüli törvényes mértékegységek |
| neve           | jele        | származtatása | neve           | jele           | korlátozás nélkül                    | korlátozással                        |
| -------------- | ----------- | ------------- | -------------- | -------------- | ------------------------------------ | ------------------------------------ |
| fényerősség    | Iv          |               | kandela        | cd             |                                      |                                      |
| fényáram       | Φv          |               | lumen          | lm             |                                      |                                      |
| fénysűrűség    | Lv          |               |                | cd/m²          |                                      |                                      |
| megvilágítás   | Ev          |               | lux            | lx             |                                      |                                      |
| törésmutató    | n           |               |                | 1              |                                      |                                      |
| gyújtótávolság | f           |               | méter          | m              |                                      |                                      |

A törésmutató értékét mindig a nátrium D színképvonalára adják meg.Jele ezért nD

### Hangtan
| A mennyiség             | A mennyiség | A mennyiség                                             | A mértékegység | A mértékegység | SI-n kívüli törvényes mértékegységek | SI-n kívüli törvényes mértékegységek |
| neve                    | jele        | származtatása                                           | neve           | jele           | korlátozás nélkül                    | korlátozással                        |
| ----------------------- | ----------- | ------------------------------------------------------- | -------------- | -------------- | ------------------------------------ | ------------------------------------ |
| hangsebesség (gázokban) | c           | (κp/ρ)1/2                                               |                | m/s            |                                      |                                      |
| részecskesebesség       | v           | J/p                                                     |                | m/s            |                                      |                                      |
| részecskesebesség szint | Lv          | 20 log10(v'/v0)                                         |                | 1              |                                      | dB                                   |
| hangintenzitás          | J           | p×v                                                     |                | W/m²           |                                      |                                      |
| hangintenzitásszint     | LJ          | 20 log10(J/J0)                                          |                | 1              |                                      | dB                                   |
| hangteljesítmény        | P           | J×A                                                     | watt           | W              |                                      |                                      |
| hangteljesítményszint   | LW          | 20 log10(P/P0)                                          |                | 1              |                                      | dB                                   |
| hangenergia             | E           | J×t×A                                                   | joule          | J              |                                      |                                      |
| hang-energiasűrűség     | e           | J/c                                                     |                | W×s/m³         |                                      |                                      |
| hangosság               |             | hangnyomás, az emberi fül érzékenységével súlyozva      |                |                |                                      |                                      |
| hangosságszint          |             | hangnyomásszint, az emberi fül érzékenységével súlyozva |                |                |                                      | phon                                 |
| hangnyomás              | p           | (J×Z)1/2                                                | pascal         | Pa             |                                      |                                      |
| hangnyomásszint         | Lp          | 20 log10(p/p0)                                          |                | 1              |                                      | dB                                   |
| hangáram                | q           | v×A                                                     |                | m³/s           |                                      |                                      |
| hangimpedancia          | Z           | ρ×c                                                     |                | N×s/m³         |                                      |                                      |

A szint angolul level, ezért a szint-jellegű mennyiségek jele az L betű
A hangáram a v részecskesebesség és az A keresztmetszet szorzata

### Molekuláris fizika
| A mennyiség       | A mennyiség | A mennyiség   | A mértékegység | A mértékegység | SI-n kívüli törvényes mértékegységek | SI-n kívüli törvényes mértékegységek |
| neve              | jele        | származtatása | neve           | jele           | korlátozás nélkül                    | korlátozással                        |
| ----------------- | ----------- | ------------- | -------------- | -------------- | ------------------------------------ | ------------------------------------ |
| anyagmennyiség    | n           | alapmennyiség | mól            | mol            |                                      |                                      |
| moláris tömeg     | MB          | mB/nB         |                | kg/mol         |                                      |                                      |
| moláris térfogat  | Vm          | VB/nB         |                | m³/mol         |                                      |                                      |
| molalitás         | mB          | nB/mA         |                | mol/kg         |                                      |                                      |
| koncentráció      | cB          | nB/∑Vi        |                | mol/m³         |                                      | mol/L                                |
| tömegkoncentráció | γB          | mB/∑Vi        |                | kg/m³          |                                      | kg/L                                 |

A betűk jelentése: A az oldószer, B az értékes komponens (oldott anyag). Ahol a mól mértékegység szerepel, a definícióban tiszta vegyi anyagnak kell szerepelnie. Ahol egyéb mértékegység – kg, m³ – áll, ott a mértékegység kötetlenül alkalmazható elegyekre, vagy keverékekre is.
A molalitásnál a nevezőben nem az egész oldatnak, hanem csak az oldószer tömege szerepel

## Külön nevű származtatott egységek
- A frekvencia mértékegysége a hertz; jele: Hz. 1 Hz = 1 s−1
- A radioaktív sugárforrás aktivitásának mértékegysége a becquerel; jele: Bq. 1 Bq = 1 s−1
- Az erő mértékegysége a newton; jele: N. 1 N = 1 m · kg · s−2
- A nyomás mértékegysége a pascal; jele: Pa. 1 Pa = 1 N · m−2
- Az energia mértékegysége a joule; jele: J. 1 J = 1 N · m
- A teljesítmény mértékegysége a watt; jele: W. 1 W = 1 J · s−1
- Az elnyelt sugárdózis mértékegysége a gray; jele: Gy. 1 Gy = 1 J · kg−1
- A dózisegyenérték mértékegysége a sievert; jele: Sv. 1 Sv = 1 J · kg−1
- A villamos töltés mértékegysége a coulomb; jele: C. 1 C = 1 A · s
- A villamos feszültség mértékegysége a volt; jele: V. 1 V = 1 W · A−1
- A villamos kapacitás mértékegysége a farad; jele: F. 1 F = 1 C · V−1
- A villamos ellenállás mértékegysége az ohm; jele: Ω. 1 Ω = 1 V · A−1
- A villamos vezetőképesség mértékegysége a siemens; jele: S. 1 S = 1 Ω−1
- A mágneses fluxus mértékegysége a weber; jele: Wb. 1 Wb = 1 V · s
- A mágneses indukció mértékegysége a tesla; jele: T. 1 T = 1 Wb · m−2
- Az induktivitás mértékegysége a henry; jele: H. 1 H = 1 Wb · A−1
- A fényáram mértékegysége a lumen; jele: lm. 1 lm = 1 cd · sr
- A megvilágítás mértékegysége a lux; jele: lx. 1 lx = 1 lm · m−2
- A katalitikus aktivitás mértékegysége a katal; jele: kat. 1 kat = 1 mol · s−1
- A síkszög mértékegysége a radián; jele: rad. 1 rad = 1 m · m−1 = 1
- A térszög mértékegysége a szteradián; jele: sr. 1 sr = 1 m² · m−2 = 1

## Kapcsolódó lapok
A fizikai állandók is fizikai mennyiségek:
- Fizikai állandó